# Kudli
Kudli oder Koodli (Kannada ಕೂಡ್ಲಿ) ist ein ca. 3.000 Einwohner zählendes Dorf im südwestindischen Bundesstaat Karnataka.

## Lage
Kudli liegt am Zusammenfluss der Flüsse Tunga und Bhadra in einer Höhe von ungefähr 570 m ü. d. M.; die Distriktshauptstadt Shivamogga befindet sich ca. 18 km (Fahrtstrecke) südwestlich. Das Klima ist oft schwül; Regen fällt hauptsächlich während der Monsunmonate Juni bis September.

## Bevölkerung
Die mehrheitlich Kannada sprechende Bevölkerung besteht nahezu ausnahmslos aus Hindus; der Anteil der männlichen Bevölkerung ist etwa gleichhoch wie der weibliche.

## Wirtschaft
Die Einwohner von Kudli leben weitgehend als Selbstversorger von der Feldwirtschaft und vom Fischfang.

## Geschichte
Der mittelalterliche Name des Ortes ist nicht bekannt; ein Hoysala-Tempel des 12. Jahrhunderts zeugt jedoch von seiner Existenz.

## Sehenswürdigkeiten

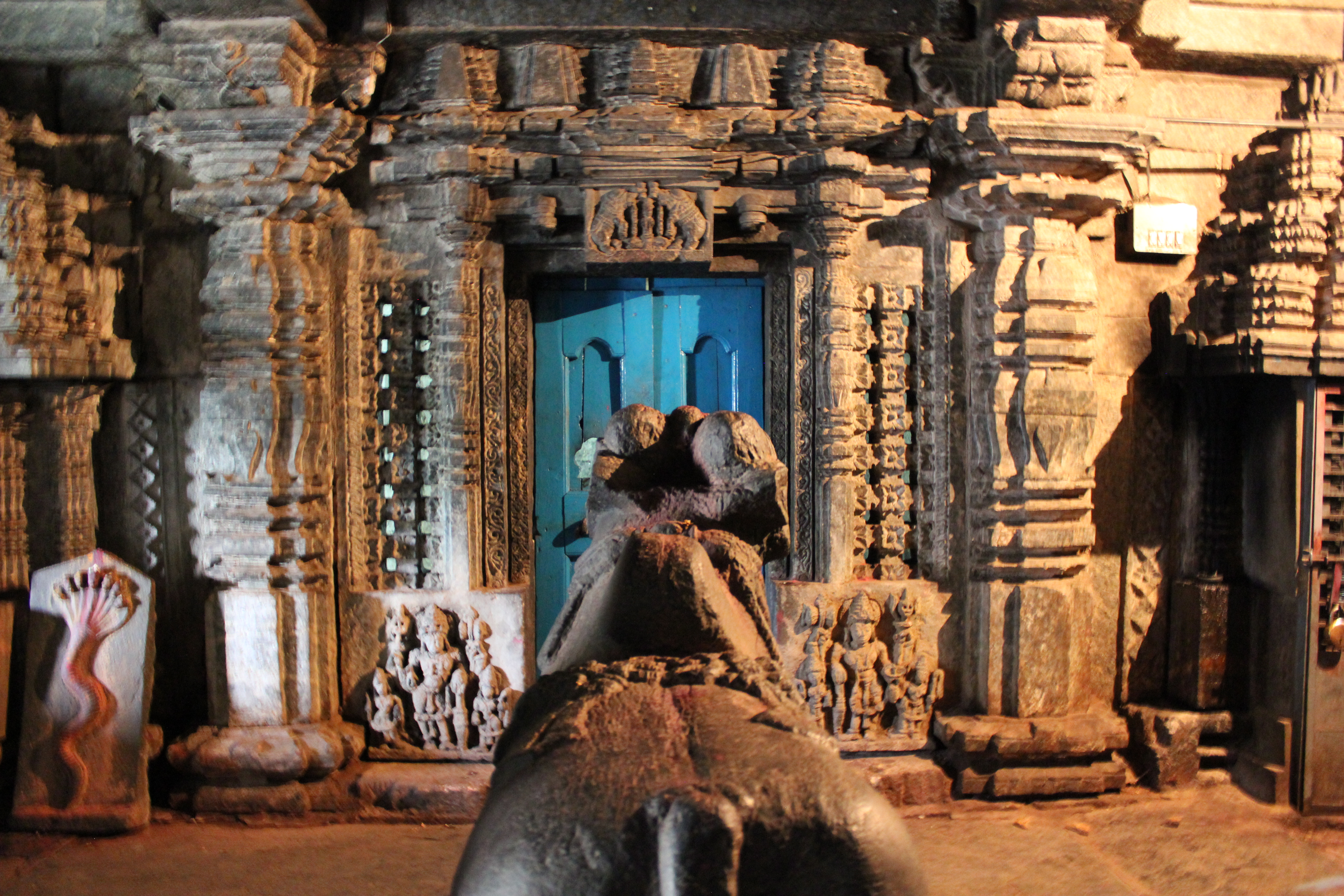
Rameshvara-Tempel

- Die wichtigste Sehenswürdigkeit des Dorfes ist der dem Hindugott Shiva geweihte Rameshvara Temple. Der Grundriss zeigt bereits eine Kleeblattform wie sie für die späteren Hoysala-Tempel (z. B. in Somanathapura und Bhadravati) charakteristisch ist; die Shikhara-Aufbauten über den beiden seitlichen Zugängen waren wohl nie geplant. Der gesamte Tempel steht auf einer knapp 1 m hohen Sockelzone, die jedoch keine rituelle Umschreitung (pradakshina) des Bauwerks ermöglicht – diese konnte nur auf dem mit Steinplatten ausgelegten Erdboden erfolgen. Anders als bei den späteren Hoysala-Tempeln fehlt im Äußeren nahezu jeder ornamentale und bildhafte Bauschmuck; die Außenwand der Cella (garbhagriha) zeigt keinerlei Ansätze zu einer ratha-Gliederung. Über dem kleinen Eingangsbereich zur Cella befinden sich zwei Menschen und Elefanten zertrampelnde Vyala-Löwen, die jedoch von Kriegern angegriffen werden. Die aus Speckstein gedrechselten Säulen im Innern, der liegende Nandi-Bulle und das Eingangsportal zur Cella zeugen darüber hinaus vom handwerklichen und künstlerischen Können der mittelalterlichen Steinbildhauer.
- Zwei aus dem Spätmittelalter stammende Vedanta-Philosophie-Schulen (matts) existieren noch heute – die eine widmet sich der Advaita-, die andere der Dvaita-Lehre. Die heutigen Gebäude sind ausnahmslos neuzeitlich.